# Orde van Verdienste (Paraguay)

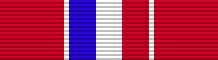
Lint van de Orde van Verdienste

Paraguay werd in 1825 onafhankelijk van Spanje en in datzelfde jaar werd een ridderorde, de Nationale Orde van Verdienste (Spaans: "Ordèn Naçional del Mérito") ingesteld. De orde heeft zeven graden en wordt voor belangrijke diensten aan de staat verleend. Het lint is rood met een centrale witte streep waarop een blauwe en rode streep zijn aangebracht.
Het kleinood is een vijfpuntige wit geëmailleerde gouden ster met een gouden leeuw in het medaillon. De ring om het medaillon is blauw. De ster is op een gouden krans gelegd. Als verhoging is een tweede groen geëmailleerde gouden lauwerkrans aangebracht.
De ster is van zilver.
De graden
- keten
- Bijzonder Grootkruis
- Grootkruis
- Grootofficier
- Commandeur
- Officier
- Ridder